# Miklós Holop
Miklós Holop (Budapest, 2 febbraio 1925 – Budapest, 12 novembre 2017) è stato un pallanuotista ungherese, vincitore di una medaglia d'argento all'olimpiade di Londra 1948.